# فینال جام جهانی فوتبال ۲۰۰۲
فینال جام جهانی فوتبال ۲۰۰۲، رقابت پایانی جام جهانی فوتبال ۲۰۰۲ است که مابین تیم ملی فوتبال برزیل و تیم ملی فوتبال آلمان در ورزشگاه بین‌المللی یوکوهاما، یوکوهاما برگزار شده‌است.
این مسابقه که در تاریخ ۳۰ ژوئن ۲۰۰۲ انجام شده‌است با نتیجه ۲ بر ۰ به سود تیم ملی فوتبال برزیل به پایان رسید.